# لي سيونغ وو
لي سيونغ وو ((الكورية: 이승우؛ هانجا: 李昇祐))، (مواليد 6 يناير 1998)، هو لاعب كرة قدم كوري جنوبي يلعب مع هيلاس فيرونا الإيطالي والمنتخب الكوري الجنوبي.

## مسيرته الكروية
في سن الثانية عشرة، لفت انتباه نادي برشلونة بعد أنهى كأس دانون للأمم 2010 كهداف للبطولة، وهي واحدة من أعرق بطولات كرة القدم للشباب.
في 31 أغسطس 2017، انضم لي إلى نادي هيلاس فيرونا الإيطالي في صفقة مدتها أربع سنوات، مقابل 1.5 مليون يورو. وتحفظ برشلونة بخيار إعادة شرائه حتى عام 2019 مقابل مبلغ غير معلن عنه.
في 24 سبتمبر 2017، لعب أول مباراة له في الدوري الإيطالي مع فيرونا في الشوط الثاني من المباراة ضد لاتسيو.
في 6 مايو 2018، سجل لي هدفه الأول في الدوري الإيطالي في مباراة خارج ملعبه ضد ميلان. على الرغم من هدف لي سونغ وو، خسر فريقه 1–4. وفي نهاية الموسم هبط الفريق إلى دوري الدرجة الثانية.

## مسيرته الدولية

### الفئات السنية
شارك لي في أول مباراة دولية له كجزء من منتخب كوريا الجنوبية تحت 16 سنة في تصفيات بطولة آسيا تحت 16 سنة 2014، حيث سجل هاتريك في 34 دقيقة ضد الفريق من لاوس. كما سجل هدفا رابعا في وقت لاحق في المباراة.
في أبريل 2014، كان لي جزءًا من فريق كوريا الجنوبية تحت 16 سنة الذي حل وصيف بطولة بطولة مونتياغو. تم أختيار لي من ضمن فريق البطولة. في سبتمبر، قاد كوريا الجنوبية إلى للوصافة للمرة الثانية، وهذه المرة كانت في بطولة آسيا تحت 16 سنة. وقدم أفضل مباراة له ضد اليابان في نصف النهائي. وسجل 5 أهداف وصنع أربعة أهداف أخرى في 5 مباريات، وحصد جائزة أفضل لاعب. ساعد هذا الأداء كوريا الجنوبية على التأهل لكأس العالم تحت 17 سنة 2015.
في عام 2015، كان لي أصغر لاعب في منتخب كوريا الجنوبية تحت 18 سنة الذي شارك في كأس سوون.
في نهائيات كأس العالم تحت 17 سنة 2015، كان لي لاعبًا متميزًا، حيث ساعد كوريا الجنوبية على الفوز في مباراة أمام البرازيل. إلا أن كوريا الجنوبية خسرت في النهاية أمام بلجيكا في دور الـ16. وعاد إلى كوريا الجنوبية بعد ذلك ليتدرب مع فريق الدرجة الثانية سوون حتى يناير 2016، عندما بلغ 18 عامًا وأصبح قادراً على المشاركة في المباريات الرسمية لنادي برشلونة مرة أخرى.
أختير لي في تشكيلة منتخب كوريا الجنوبية تحت 20 سنة المشاركة في كأس العالم تحت 20 سنة 2017. وسجل هدفين في البطولة.

### المنتخب الأول
تم استدعاء لي إلى المنتخب الأول للمرة الأولى قبل كأس العالم 2018 عندما تم اختياره في مايو 2018 في الفريق التمهيدي المكون من 28 لاعب من كوريا الجنوبية. لعب لي سيونغ وو دورًا كبيرًا في فوز كوريا الجنوبية 2–0 على منتخب هندوراس في ملعب ديغو في 28 مايو 2018. وصنع هدف لهيونغ مين.

## الإحصائيات

### النادي
آخر تحديث 5 مايو 2018. 
| النادي       | الموسم   | الدوري | الدوري  | الكأس  | الكأس   | أوروبا | أوروبا  | المجموع | المجموع |
| النادي       | الموسم   | الظهور | الأهداف | الظهور | الأهداف | الظهور | الأهداف | الظهور  | الأهداف |
| ------------ | -------- | ------ | ------- | ------ | ------- | ------ | ------- | ------- | ------- |
| برشلونة ب    | 2015–16  | 1      | 0       | —      | —       | —      | —       | 1       | 0       |
| هيلاس فيرونا | 2017–18  | 14     | 1       | 2      | 0       | —      | —       | 16      | 1       |
| هيلاس فيرونا | المجموع  | 14     | 1       | 2      | 0       | 0      | 0       | 16      | 1       |
| الإجمالي     | الإجمالي | 15     | 1       | 2      | 0       | 0      | 0       | 17      | 1       |

## الإنجازات

### الفردية
- بطولة آسيا تحت 16 سنة الهداف (1): 2014[11]
- بطولة آسيا تحت 16 سنة أفضل لاعب (1): 2014[11]
- أفضل لاعب شاب في آسيا (1): 2017[12]

## وصلات خارجية
- لي سيونغ وو على موقع الاتحاد الدولي (مؤرشف)  (الإنجليزية)
- لي سيونغ وو على موقع دوري كوريا الجنوبية (الإنجليزية)
- لي سيونغ وو على موقع قاعدة بيانات كرة القدم.إي يو (الإنجليزية)
- لي سيونغ وو على موقع ناشيونال فوتبول تيمز (الإنجليزية)
- لي سيونغ وو على موقع Soccerway.com (الإنجليزية)
- لي سيونغ وو على موقع عالم كرة القدم.نت (الإنجليزية)
- لي سيونغ وو – إحصائيات المنتخب الوطني على اتحاد كوريا الجنوبية لكرة القدم (بالكورية)